# Reine Steenbakkers
Reine Steenbakkers, née à La Madeleine le 13 juin 1914 et morte le 5 septembre 1990 dans la même ville, est une figure emblématique de l’art céramique en France. Elle est également reconnue comme peintre, musicienne, pédagogue et militante pour la reconnaissance des artistes femmes. Son œuvre, riche et variée, est exposée à travers l’Europe et au-delà.

## Biographie

### Jeunesse
Fille unique, Steenbakkers grandit dans une famille d'artisans. Son père, né en 1882, est un fabricant de jeux de café et de pianos mécaniques. Sa tante, également prénommée Reine, est l'épouse d'un adjoint au maire, Jean Cauchie.[réf. nécessaire]
À l'âge de 11 ans, Steenbakkers entre au conservatoire de musique de Lille pour étudier le piano. À 17 ans, elle intègre l'école des beaux-arts de Lille, où elle obtient la médaille de vermeil. En 1935, à 21 ans, elle commence à exposer ses œuvres dans la région et devient sociétaire des Artistes Français.[réf. nécessaire]

### Carrière et formation
Steenbakkers est cofondatrice de la société des Artistes Madeleinois et participe à son premier salon en 1935. De 1935 à 1940, elle enseigne le piano à l'école de musique de La Madeleine et le dessin et la peinture à l'école d'art madeleinoise. En 1937, elle organise sa première grande exposition à la galerie Vasse à Lille,, présentant des paysages, des natures mortes et ses premières figures.
En 1939, elle reçoit une mention honorable au Salon des Artistes Français à Paris pour son portrait de M. Agache, artiste lyrique. Pendant la Seconde Guerre mondiale, elle se réfugie en Dordogne pour des raisons de santé et expose à Périgueux.[réf. nécessaire]
Après la guerre, Steenbakkers retourne à La Madeleine et reprend ses activités artistiques. Elle s'initie à la céramique à Paris dans l'atelier de Maurice Bernier et découvre la sculpture et la céramique d'art en Provence. En 1955, elle rencontre Yvonne Planel, fondatrice de l'Union Féminine Artistique Internationale (UFAI), qui l'introduit dans le monde artistique international.[réf. nécessaire]
Steenbakkers connaît des années fastes à partir de 1956, recevant plusieurs prix et commandes prestigieuses. En 1957, elle crée une coupe en céramique pour le mariage du Prince Rainier et de Grace Kelly. Elle devient présidente de l'UFAI-Flandres et continue d'exposer ses œuvres à travers le monde.[réf. nécessaire]
En 1972, elle explore le thème des fleurs dans une exposition à la galerie Vauchelle à Lille. Sa carrière est marquée par des périodes de maladie et de difficultés, mais elle continue à enseigner et à créer jusqu'à la fin de sa vie. Reine Steenbakkers décède en 1990 à l'âge de 76 ans et est enterrée au nouveau cimetière de La Madeleine.[réf. nécessaire]
En plus de ses talents artistiques, Steenbakkers est également connue pour ses pièces en céramique décorées de motifs d’oiseaux, notamment un grand plat des années 70 orné d’un toucan. Ses œuvres continuent d’inspirer et de captiver les amateurs d’art du monde entier.

## Hommages
- Une salle du centre culturel et d’animations de La Madeleine porte le nom de Reine Steenbakkers, elle a marqué l’histoire artistique de la ville par son talent et son dévouement. En hommage à son héritage et à son attachement indéfectible à La Madeleine, cette salle vitrée de 25 mètres carrés a été inaugurée en 2010 pour honorer sa mémoire et son œuvre[6].

- Surnommée « poète de la solitude », Reine Steenbakkers est mise à l’honneur dans une exposition à La Madeleine, visible du 25 mai au 21 juin 2024[7],[8],[9],[10],[11]. Cette scénographie présente un inventaire des œuvres conservées dans son atelier invite à la contemplation et à l’émotion, permettant aux visiteurs de se connecter intimement avec l’œuvre de cette artiste exceptionnelle, offrant une invitation à la contemplation et à l’émotion. Son atelier, resté intact pendant plus de trente ans, est redécouvert, offrant une nouvelle perspective sur son héritage artistique. Ses créations, allant des scènes de vie domestiques aux paysages urbains silencieux, en passant par des visages gracieux et des formes organiques, reflètent un esprit flamand imprégné d’influences classiques et surréalistes. Elles témoignent également de sa profonde humanité et de sa quête intérieure.

## Œuvres
- Étude de jeune fille, peinture exposée à l'exposition des artistes madeleinois en 1936[12].

- Paysage du Pas-de-Calais, peinture exposée à l'exposition des artistes madeleinois en 1936[12].

- Nature morte, peinture exposée à l'exposition des artistes madeleinois en 1936[12].

- Étude de physionomie, peinture exposée à l'exposition des artistes lillois en 1937[13].

- Un vieux comédien, peinture exposée au Salon 1939 de la Société des Artistes Français[1] ;
- Globe terrestre : il était installé vers 1958 au parc de Lattre de Tassigny (situé face à la Mairie) à La Madeleine[14].
- Huile sur toile présentant une vue de Anvers[15].